# Pradelles-Cabardès
Pradelles-Cabardès é uma comuna francesa na região administrativa de Occitânia, no departamento de Aude. Estende-se por uma área de 20,61 km². Em 2010 a comuna tinha 144 habitantes (densidade: 7 hab./km²).